# Станкович, Александар (партизан)
Александар «Лала» Станкович (серб. Александар "Лала" Станковић; 12 августа 1907, Равне — 27 декабря 1941, Бела-Река) — югославский сербский партизан, участник Народно-освободительной войны Югославии, Народный герой Югославии.

## Биография
Родился 12 августа 1907 года в селе Равне у Мачванской-Митровицы. По профессии — чиновник. В 1934 году вступил в Коммунистическую партию Югославии, через три года осуждён на каторгу. После освобождения вернулся к политической деятельности, начав пропагандировать политику КПЮ в библиотеках и читальных залах, а также помогать политическим заключённым, рассылая им посылки с брошюрами и книгами. Помогал также семьям осуждённых.
Александр встретил войну в апреле 1941 года в Мачве, откуда бежал. После начала операции «Барбаросса» в селе Глушци 29 июня 1941 на партийной конференции он был избран членом Шабацкого окружного комитета, призвав к началу оказания вооружённого сопротивления немцам. После образования Мачванского партизанского отряда назначен командиром 4-й роты, а затем политруком всего отряда. Известен под псевдонимом «Лала». 10 августа 1941 участвовал в нападении на Богатич, в начале сентября штурмовал Мачванску-Митровицу, а в ночь с 21 на 22 сентября атаковал неудачно Шабац.
В ходе Первого антипартизанского наступления батальон Лалы оказывал сопротивление силам 342-й пехотной дивизии вермахта и отрядов коллаборационистов на горе Цер, у Лозницы, Бани-Ковилячи и Крупаня. В ходе неравных боёв отряд отступил к Ужице, а большая часть Подринского (Мачванского) отряда погибла в бою. После краха Ужицкой республики и потери Западной Сербии 15 декабря 1941 в деревне Драгодол было принято решение следовать приказу Верховного штаба о возвращении в Мачву. Чтобы пройти линию обороны, отряд был разделён на небольшие группы.
В конце декабря 1941 года штаб вышел к селу Бела-Река, где разделился: в селе остались командир отряда Небойша Еркович, его телохранитель Мимчило «Моша» Срнич, солдат Миодраг «Мика» Граор, курьер Александар «Алекса» Антич и сам Александар «Лала» Станкович. В ночь с 27 на 28 декабря Алексу Антича поймали лётичевцы и раскрыли местонахождение отряда. Неравные силы не оставляли партизанам шансов на успех, и все четверо покончили с собой. Тела их отвезли в Шабац, а хозяина дома — Божидара Радойчича, находившегося в Шабацком лагере пленных — расстреляли.
Указом Президента Федеративной Народной Республики Югославии Иосипа Броза Тито от 27 ноября 1953 года Александру Станковичу посмертно присвоено звание Народного героя Югославии.